# Droge bergbossen van Tibesti en Jebel Uweinat
De droge bergbossen van Tibesti en Jebel Uweinat zijn een ecoregio van woestijnen en droge struwelen in de oostelijke Sahara. De ecoregio beslaat twee afzonderlijke hooglandgebieden die delen van Noord-Tsjaad, Zuidwest-Egypte, Zuid-Libië en Noordwest-Soedan beslaan.

## Instelling
De ecoregio beslaat 82.200 km² in het vulkanische Tibestigebergte van Tsjaad en Libië, en de 1932 m hoge top van Jebel Uweinat op de grens van Egypte, Libië en Soedan. Het klimaat is droog en subtropisch, maar in de hoogste delen kan de temperatuur in de winter dalen tot 0°C. De regenval is onregelmatig, maar regelmatiger dan in de omringende woestijn, en veel van de lagere wadi's worden bewaterd door regen die hogerop valt. 
In het Tibestigebergte (en in mindere mate in het Jebel Uweinat-massief) valt meer en regelmatiger regen en zijn de temperaturen koeler dan in de omliggende Sahara. Dit ondersteunt bossen en struikgewas met dadelpalmen, acacia's, Saharaanse mirte (Myrtus nivellei), oleanders, tamarisk en verschillende endemische en zeldzame plantensoorten, zoals Ficus teloukat. De noordelijke hellingen zijn vochtig genoeg om waterminnende soorten als zeerus, Typha dominguensis, kogelbies, riet en vertakte paardenstaart te ondersteunen.

## Fauna
De ecoregio herbergt, of herbergde, populaties van verschillende belangrijke grote zoogdieren uit de Sahara. Ten eerste wordt aangenomen dat de algazel in het wild is uitgestorven, terwijl de addax  ernstig met uitsterven wordt bedreigd. Andere soorten zijn onder meer de dorcasgazelle die als kwetsbaar wordt beschouwd, de damagazelle die met uitsterven wordt bedreigd, het manenschaap dat kwetsbaar is en het jachtluipaard dat kwetsbaar is. In 2000 werden in het Jebel Uweinat-gedeelte van de ecoregio manenschapen en damagazelles waargenomen. 
Kleinere zoogdieren zijn er in overvloed, waaronder de Kaapse klipdas, Kaapse haas, veel muizen, woestijnratten en woestijnmuizen en drie soorten vossen: de zandvos, de oostelijke zandvos en de fennek. Andere roofdieren worden in de regio aangetroffen, waaronder een relictpopulatie van de Afrikaanse wilde hond, evenals de gestreepte hyena en de goudjakhals, voornamelijk in het zuidelijke deel van de regio. 

## Sprinkhanen
De habitats met Schouwia en Tribulus terrestris in de wadi's van deze regio spelen een belangrijke rol in de levenscyclus van de woestijnsprinkhaan. Hier leggen de vrouwtjessprinkhanen hun eitjes, omdat de grond vochtig is en wanneer de sprinkhanen-nimfen tevoorschijn komen, worden de bladeren van Schouwia en Tribulus opgegeten, waardoor de nimfen voldoende voedsel en water krijgen om te rijpen. In sommige jaren kunnen ze, als de omstandigheden goed zijn, zich verzamelen in grote zwermen, die uiteindelijk een plaag kunnen worden die verre gebieden in Afrika en Europa kan bereiken, en door de vernietiging van oogsten een enorme economische impact kan hebben. 